# Phaeodiscula celottii
Phaeodiscula celottii är en svampart som beskrevs av Cub. 1891. Phaeodiscula celottii ingår i släktet Phaeodiscula, divisionen sporsäcksvampar och riket svampar.   Inga underarter finns listade i Catalogue of Life.